# IC 2139
IC 2139 — галактика типу *3 (потрійна зірка) у сузір'ї Заєць.
Цей об'єкт міститься в оригінальній редакції індексного каталогу.